# 九河增一
武仙座87，又名BD+25 3353，HD 162211、SAO 85437、HR 6644，是武仙座的一颗恒星，视星等为5.12，位于銀經50.44，銀緯24.44，其B1900.0坐标为赤經17h 44m 45.8s，赤緯+25° 24.44′ 22″。